# Matões do Norte
Matões do Norte – miasto i gmina w Brazylii leżące w stanie Maranhão. Gmina zajmuje powierzchnię 794,651 km². Według danych szacunkowych w 2016 roku miasto liczyło 16 552 mieszkańców. Położone jest około 150 km na południe od stolicy stanu, miasta São Luís, oraz około 1700 km na północ od Brasílii, stolicy kraju. 
W 2014 roku wśród mieszkańców gminy PKB per capita wynosił 4251,07 reais brazylijskich.